# アゼルバイジャン・マナト
マナト（アゼルバイジャン語: manat）はアゼルバイジャンの通貨単位。ISO 4217コードはAZNである。補助通貨はケピック（アゼルバイジャン語: qəpik）で、1マナト＝100ケピックである。マナトとはロシア語で硬貨を意味するモネタ（ロシア語: монета、Moneta）からの借用語である。ソ連時代には、ルーブル紙幣の裏側にトルクメン語とアゼルバイジャン語でマナトと書かれていた。
アゼルバイジャン・マナトの記号である₼（）は、Unicode 7.0以降に収録されている。mやman.ман.などの文字で代用されることもある。

## 第1期：1919年 - 1923年
アゼルバイジャン民主共和国とアゼルバイジャン社会主義ソビエト共和国によって、1919年から1923年の間に独自の通貨が発行された。この通貨はアゼルバイジャンではマナト、ロシアではルーブルと呼ばれた。後にアゼルバイジャンがザカフカース社会主義連邦ソビエト共和国の一部となると、ザカフカース・ルーブルに替わった。この時期のアゼルバイジャン・マナトには補助通貨がなく、また紙幣しか発行されなかった。

### 紙幣
民主共和国は25、50、100、250、500マナト紙幣を、社会主義共和国は5、100、1000、5000、10000、25000、50000、100000、250000、100万、500万マナト紙幣を発行した。

## 第2期：1992年 - 2006年
第2期のマナトは1992年8月15日に導入された。ISO 4217コードはAZMだった。流通していたロシア・ルーブルと10ルーブル＝1マナトで交換された。2002年初頭から2005年初頭までマナトの為替レートは1アメリカ合衆国ドル＝4770 - 4990マナトとほぼ一定に推移してきた。しかし2005年春頃から、原油価格の上昇とオイルマネーの流入によりマナトの価値が上がり続け、2005年末には1ドル＝4591マナトとなった。100マナト以下の紙幣は2005年に廃止された。

### 硬貨

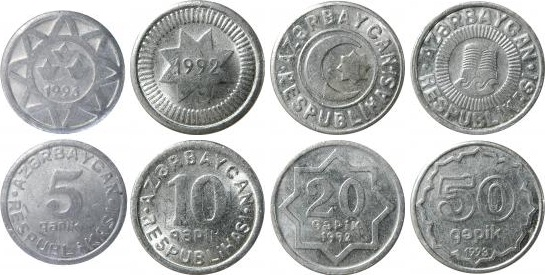
旧マナトの硬貨

1992年と1993年に5、10、20、50ケピックの硬貨が発行された。1992年に発行された硬貨には真鍮と白銅が使われていたが、その後はアルミニウム製になった。

### 紙幣
次の種類の紙幣が発行され、流通した。
- 1、5、10、250マナト（1992年発行）
- 50、100、500、1000マナト（1993年発行）
- 10000マナト（1994年発行）
- 50000マナト（1996年発行）

1マナトから250マナトの紙幣には、バクーにあるメイデンタワーが描かれている。

## 第3期:2006年 -
2006年1月1日、かつての5000マナトを1とする新しいマナトの流通が始まり、ISO 4217コードもAZNと改められた。2005年10月1日以降、価格は新旧のマナトで表示されるようになった。ISO 4217コードがAZMの旧マナトは2006年12月31日に廃止された。

### 硬貨
1、3、5、10、20、50ケピックの硬貨が発行された。

### 紙幣
1、5、10、20、50、100マナトの紙幣が流通している。デザインしたのは、ユーロの紙幣のデザインも担当したオーストリア人のロバート・カリーナである。紙幣はユーロ紙幣と似ており、モチーフの選択も類似している。
| 1マナト   | 120 × 70 mm | 灰       | 文化         | アゼルバイジャンのフォークソングの楽器(ダフ、ケマンチェ、タール)         | 古代のアゼルバイジャンのカーペットの飾り |
| 5マナト   | 127 × 70 mm | オレンジ | 文学         | アゼルバイジャンの古代の作家、詩人、本                                   | ゴブスタンの岩画、突厥文字               |
| 10マナト  | 134 × 70 mm | 青       | 歴史         | 旧バクーのメイデンタワー、シルヴァンシャー宮殿                           | 古代のアゼルバイジャンのカーペットの飾り |
| 20マナト  | 141 × 70 mm | 緑       | カラバフ地方 | 力の印                                                                   | 平和の印                                 |
| 50マナト  | 148 × 70 mm | 黄       | 歴史と未来   | 若者、椅子（進歩の象徴）、太陽（力と光の象徴）、化学と数学（科学の象徴） | 古代のアゼルバイジャンのカーペットの飾り |
| 100マナト | 155 × 70 mm | 赤       | 経済と発展   | マナトの記号                                                             | 古代のアゼルバイジャンのカーペットの飾り |
| 200マナト | 160 × 70 mm | 青       | 近代建築     | ヘイダル・アリエフ・センター、バクー                                     | 古代のアゼルバイジャンのカーペットの飾り |

## 符号位置
| 記号 | Unicode | JIS X 0213 | 文字参照         | 名称                         |
| ---- | ------- | ---------- | ---------------- | ---------------------------- |
| ₼    | U+20BC  | ‐          | &#x20BC; &#8380; | アゼルバイジャン・マナト記号 |